# О-омі
О́-омі (яп. 大臣, おおおみ, оо-омі, "великий омі") — спадковий титул одного з найвищих службовців японської держави Ямато, наряду із титулом о-мурадзі. Головний радник і помічник яматоського монарха окімі. 

## Короткі відомості
Перші писемні згадки про згадки о-омі датуються 8 століттям, проте існування цього титулу японські літописи відносять до 1 століття. Так, омі згадується у описах діянь імператора Сейму. Історики відкидають раннє походження цього титулу, датуючи їх появу  не раніше кінця 5 — початку 6 століття. 
До середини 6 століття, в період становлення державного апарату Ямато, титули омі і омурадзі обіймала одна людина, проте наприкінці 6 століття, за правління імператора Сусюна, практика суміщення титулів була припинена. О-омі знаходились на верхівці виконавчої вертикалі влади держави Ямато і очолювали, так званих, „великих мужів” тайфу — провінційну знать. О-омі обиралися зі звичайних омі, голів провінційних родів які прислужували в домі монарха окімі.
Титул перших О-омі мали голови аристократичних родів Кацураґі, Хеґурі, Косе — наближені до монарха окімі. Починаючи з кінця 6 століття цей титул узурпувала родина Соґа, що була заснована вихідцями переселенців з материка.
У результаті знищення роду Мононобе силами Соґа під час релігійної війни, титул о-омі став єдиним найвищим аристократичним титулом, змістивши з історичної сцени титул о-мурадзі. 
Після перевороту Тайка 645 року, титул о-омі був замінений чиновницькими посадами на китайський лад — лівим і правим міністром при імператорі Японії.